# Nothoscordum dialystemon
Nothoscordum dialystemon är en amaryllisväxtart som först beskrevs av Encarnación Rosa Guaglianone, och fick sitt nu gällande namn av Crosa. Nothoscordum dialystemon ingår i släktet vaniljlökar, och familjen amaryllisväxter. Inga underarter finns listade i Catalogue of Life.